# Fred Evans (boxe anglaise)
Pour les articles homonymes, voir Fred Evans.
Fred Evans est un boxeur gallois né le 4 février 1991.

## Carrière
Médaillé d'argent aux Jeux olympiques de Londres en 2012, sa carrière amateur est également marquée par une médaille d'or remportée aux championnats d'Europe d'Ankara en 2011 dans la catégorie poids welters.

### Jeux olympiques
- Médaille d'argent en -69 kg aux Jeux de 2012 à Londres, Angleterre

### Championnats d'Europe de boxe amateur
- Médaille d'or en -69 kg en 2011 à Ankara, Turquie